# غوس هاتشيسون
غوس هاتشيسون (بالإنجليزية: Gus Hutchison)‏ هو سائق سباق ومهندس أمريكي، ولد في 26 أبريل 1937 في أتلانتا في الولايات المتحدة.